# Rickmer Rickmers (Schiff)
Die Rickmer Rickmers ist ein dreimastiges stählernes Frachtsegelschiff, das heute als Museums- und Denkmalschiff im Hamburger Hafen bei den St. Pauli-Landungsbrücken liegt.

## Geschichte

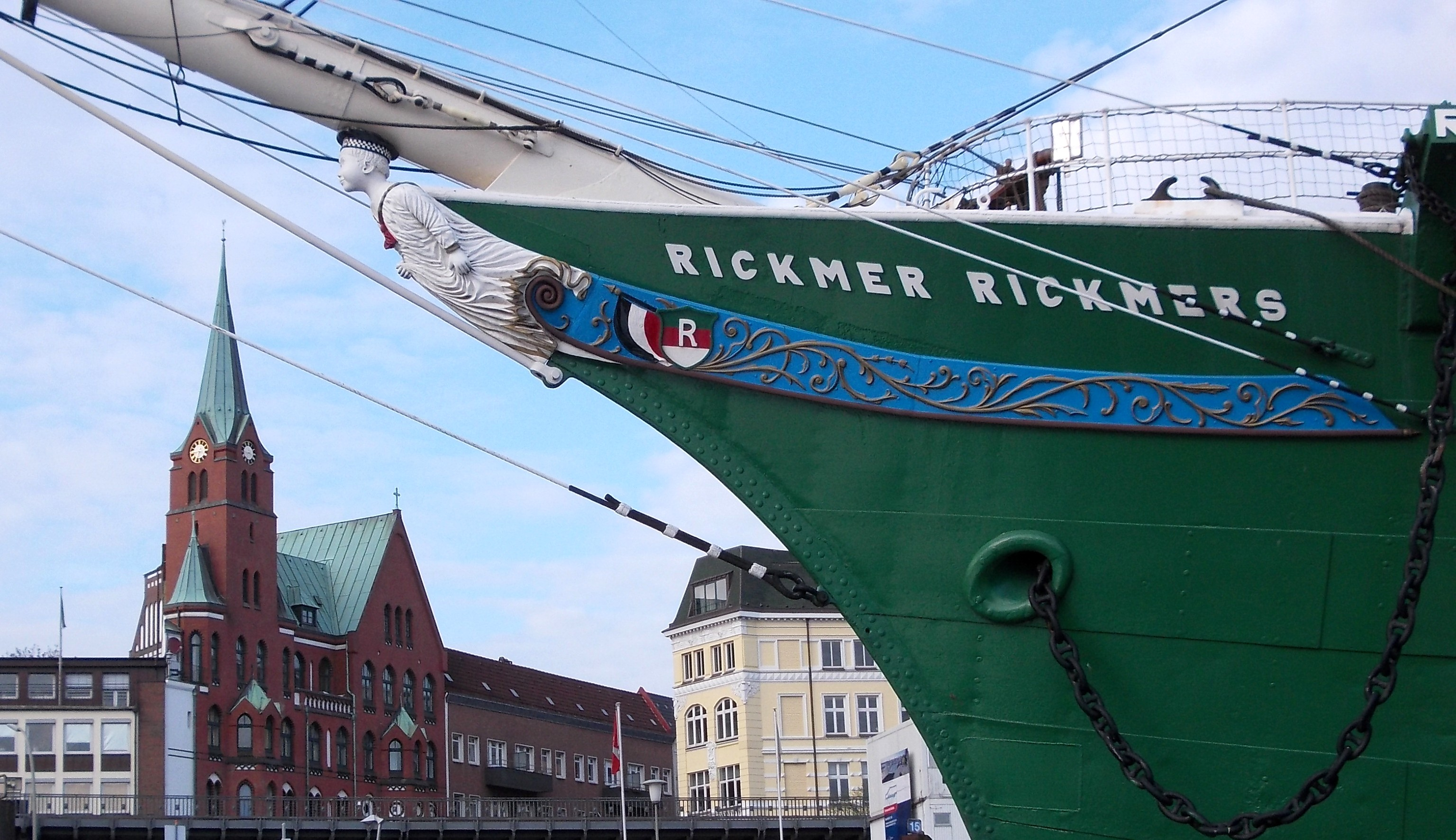
Bug mit Galionsfigur

Besatzung der Rickmer Rickmers 1908

Auf der Werft der Bremerhavener Reederei Rickmer Clasen Rickmers lief die Rickmer Rickmers als Vollschiff im August 1896 vom Stapel. Sie wurde nach dem Enkel des Reeders, Rickmer Rickmers (1893–1974), benannt. Die erste Reise führte das Schiff nach Hongkong, wo es Reis und Bambus lud und nach Deutschland brachte. Geführt wurden das Schiff und die 21-köpfige Besatzung anfänglich von Kapitän Hermann Hinrich Ahlers (1834–1907). Es unternahm insgesamt zwölf Rundreisen, zumeist über die Vereinigten Staaten oder über Fernost. In einem Orkan im Indischen Ozean verlor das Schiff 1904 seinen Kreuzmast und konnte von der Besatzung noch in den Hafen Kapstadts gerettet werden. Dort wurde es aus Kostengründen zur Bark umgetakelt.
Die Hamburger Reederei Carl Christian Krabbenhöft erwarb das Schiff 1912 und taufte es in Max um. Es wurde die darauffolgenden beiden Jahre für den Kohletransport von Wales nach Chile und für den Salpetertransport von Chile nach Europa genutzt. Das Schiff ging 1914, nach Beginn des Ersten Weltkriegs, vor den neutralen Azoren in Horta vor Anker.
Am 23. Februar 1916 wurde das Schiff von den Portugiesischen Streitkräften konfisziert. Unter dem Namen Flores transportierte es dann für die Staatsreederei Transportes Maritimos do Estado Kriegsgüter für Großbritannien.
Nach einem Umbau diente das Schiff ab 1924 als Sagres der portugiesischen Marine als zweites Segelschulschiff dieses Namens. Unter dieser Verwendung erhielt es 1930 zwei Diesel-Hilfsmotoren. 1958 gewann sie die Regatta Tall Ships’ Races.
Die Zeit als Segelschulschiff endete 1962 mit der Indienststellung der jetzigen Sagres. Danach lag der Dreimaster unter dem Namen Santo André als Depotschiff im Marinehafen Alfeite bei Lissabon.

## Museumsschiff und Stiftung
1974 gründete der Vorsitzende des Hamburger Hafen-Vereins Fiete Schmidt den Verein Windjammer für Hamburg mit dem Ziel, „Hamburgs Vergangenheit als Kauffahrtei- und Schifffahrtstadt in lebendiger Erinnerung zu halten.“ Der Verein wurde 1978 auf die frühere Rickmer Rickmers aufmerksam und tauschte sie 1983 in heruntergekommenem Zustand gegen die Yacht Anne Linde (jetzt Polar). Nach einer mehrjährigen Restaurierung, die teilweise vom Hamburger Arbeitsamt durch Arbeitsbeschaffungsmaßnahmen für arbeitslose Jugendliche finanziert wurde, dient sie seither unter ihrem ersten Namen als Museumsschiff an den Hamburger Landungsbrücken.
Die maximale Masthöhe beträgt (restauriert) 54 Meter. Besucher dürfen für einen Ausblick bis auf 30 m Höhe am Stehenden Gut hochklettern.
Nach einer ersten Generalüberholung und Modernisierung im Jahr 2016 bei Blohm & Voss wurde die Rickmer Rickmers im Sommer 2024 erneut zur Überprüfung in die Norderwerft verholt, wobei im Metall vom Unterwasserschiff an knapp 30 Stellen Lochfraßkorrosion festgestellt wurde. Seit dem 12. August 2024 liegt das Schiff wieder am angestammten Liegeplatz an den Landungsbrücken in Hamburg.

### Ehrenkapitäne
Die Betreiberin, die Stiftung Rickmer Rickmers, verleiht in früher jährlicher Folge die Auszeichnung Ehrenkapitän wegen besonderer Verdienste an aus ihrer Sicht würdige Träger. Bisher sind 19 Personen bzw. Organisationen als Ehrenkapitän ausgezeichnet worden.
| Nummer | Jahr der Verleihung | Preisträger                                       | Bild | Grund                                                                                        |
| ------ | ------------------- | ------------------------------------------------- | --- | -------------------------------------------------------------------------------------------- |
| 1      | 1992                | Heinrich Martin Gehrckens                         | |                                                                                              |
| 2      | 1993                | Heinrich P. Mühlhan                               | | Reeder                                                                                       |
| 3      | 1994                | Enrique Alfonso da Silva Horta                    | |                                                                                              |
| 4      | 1995                | Eberhard Möbius                                   | Ein älterer Mann mit einer Halbglatze, großgläsrigen Brille, grünem Schal und schwarzer Jacke, mit leicht geöffnetem Mund nach rechts guckend. | Hamburger Kabarettist, Schauspieler, Regisseur und Buchautor                                 |
| 5      | 1996                | Peter Tamm                                        | Ein älterer Mann mit nach hinten gekämmten Haaren und Brille guckt in die Kamera. Er trägt eine zweireihige Uniform mit vier Streifen am Ärmel und lehnt sich mit seinem linken Arm auf ein etwa Brusthohes Regal, indem ein paar Weingläser stehen. | Vorstandsvorsitzender des Axel-Springer-Verlages und Sammler von Objekten zur Seeschifffahrt |
| 6      | 1997                | Heiner Sumfleth                                   | | Präsident der Bruderschaft Cap Horniers                                                      |
| 7      | 1998                | Hans-Otto Schümann                                | | Unternehmer, Hochseesegler und Segelfunktionär                                               |
| 8      | 1999                | Hans-Joachim Mann                                 | Ein älteres Bild eines Marineoffiziers. Er trägt eine Kapitänsmütze, die sein graues Haar verdeckt und guckt leicht lächelnd nach links vorne. Oberhalb der linken Brusttasche seines Zweireihigen Sakkos befinden sich einige Auszeichnungen. Unter dem Sakko trägt er ein weißes Hemd und eine schwarze Krawatte. | Marineoffizier                                                                               |
| 9      | 2000                | Arved Fuchs                                       | Portraitfoto eines mittelalten Manns, der mit einem leicht zur Seite geneigten Kopf und leicht geöffneten Mund den Betrachter anguckt. Er hat graue Augen und tägt mittellanges dunkles Haar sowie einen graumellierten Bart. Über einem weißen T-Shirt trägt er ein graukariertes Hemd, dessen oberen Knöpfe geöffnet sind. Er steht vor einer Holzwand. | Polarforscher und Buchautor                                                                  |
| 10     | 2001                | Kyril Tulin                                       | |                                                                                              |
| 11     | 2002                | Herbert von Nitzsch                               | | Schiffbauer bei Blohm + Voss                                                                 |
| 12     | 2003                | Nikolaus W. Schües                                | | Reeder und Handelskammer-Präses                                                              |
| 13     | 2004                | Christel Vinnen                                   | | Reeder und stellvertretender Vorsitzender der DGzRS                                          |
| 13     | 2004                | Deutsche Gesellschaft zur Rettung Schiffbrüchiger | Das Logo der DGzRS. Es besteht aus einem roten Tatzenkreuz, dass von einem Kreis umgeben ist. In der oberen Hälfte des Kreises steht DIE SEENOTRETTER und in der unteren DGzRS. | Gemeinnützige Organisation zur Rettung von Menschen aus Seenot                               |
| 14     | 2006                | Helge Adolphsen                                   | Ein schwarz-weiß-Bild, das in einem Raum aufgenommen wurde. Im linken drittel des Bildes befindet sich eine Gruppe Menschen unterschiedlichen Alters und in unterschiedliche Richtungen guckend. In der Mitte des Bildes steht ein mittelalter Mann im Ornat eines evangelischen Priesters mit einem Buch in der Hand. Er guckt nach links. Vor ihm befindet sich auf einem Tisch ein spärliches Holzkreuz, vor dem ein ausgestöpseltes Drehscheibentelefon steht. Rechts neben dem Priester befindet sich ein Bild auf dem Tisch, rechts vor dem Bild steht ein Autoreifen. Am rechten Bildrand befinden sich Menschen verschiedenen Alters. | langjähriger Hauptpastor an St. Michaelis                                                    |
| 15     | 2007                | Norbert Schmelzle                                 | | Mäzen                                                                                        |
| 16     | 2008                | Uwe Seeler                                        | Das Foto der oberen Körperhälfte eines Mannes, der nach links aus dem Bild herausspricht und sich mit seiner rechten Hand ein Mikrofon mit dem Schriftzug EUROPA PARK vor den Mund hält. Er trägt eine Halbglatze und kurze, graue Haare sowie eine Brille. Außerdem trägt er ein schwarzes Sakko und eine blaugemusterte Krawatte sowie ein hellblaues Hemd mit dunkelblauen Linien, die ein Karomuster ergeben. | Fußballprofi                                                                                 |
| 17     | 2010                | Wilhelm Klüver                                    | | Vorstand der Stiftung Rickmer Rickmers                                                       |
| 18     | 2015                | Johannes Kahrs                                    | Ein Porträt eines mittelalten Mannes. Er hat graue Haare und Augen. Letztere werden von Krähenfüßen umspielt. Er guckt mit leicht geöffnetem Mund den Betrachter an. Über einem weißen T-Shirt trägt er ein hellblau-weiß gestreiftes Hemd. Dieses wird von einem schwarzen Nadelstreifensakko verdeckt, welches sich wiederum unter einer schwarzen Windjacke befindet. Er steht vor der Glaskuppel des Reichstagsgebäudes. | Hamburger Bundestagsabgeordneter                                                             |
| 18     | 2015                | Rüdiger Kruse                                     | Das Portraitfoto eines mittelalten blonden Mannes, der in die Kamera lächelt. Er hat graue Augen. Er trägt ein weißes Hemd, eine rot-schwarz-karierte Krawatte und ein graues Sakko. | Hamburger Bundestagsabgeordneter                                                             |

## Bilder

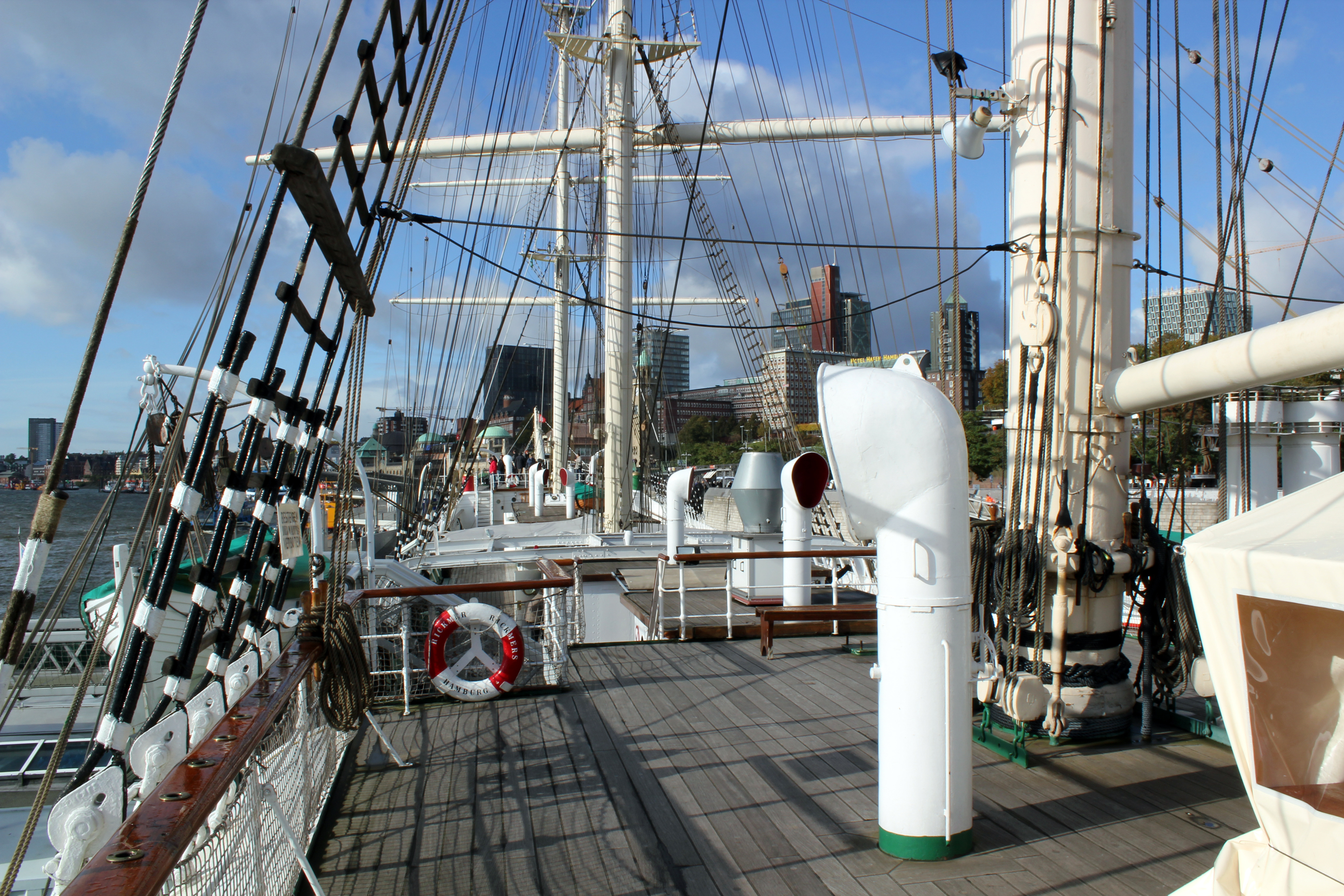
Blick über das Deck
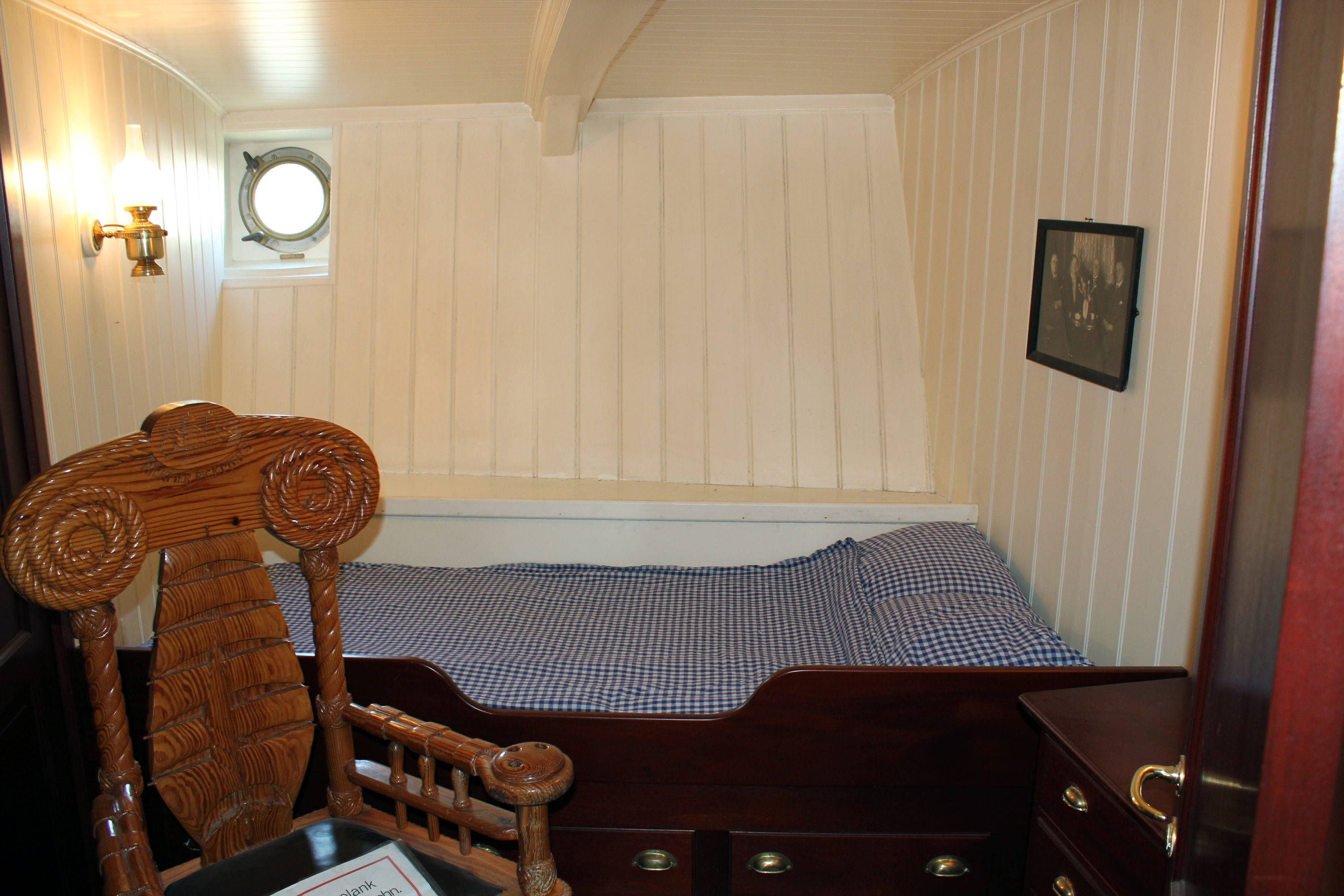
Die Kajüte des Kapitäns
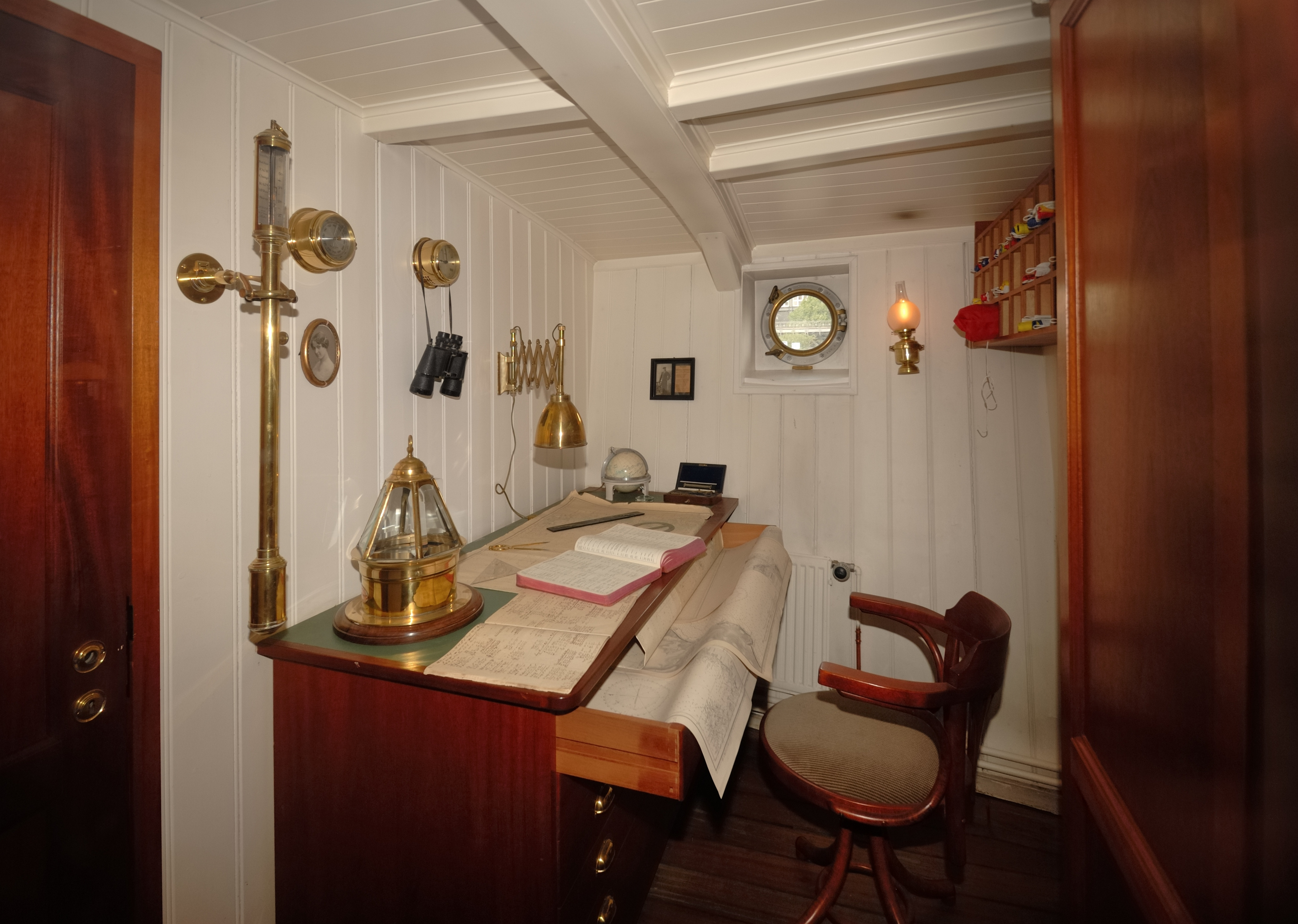
Arbeitsplatz des Navigators
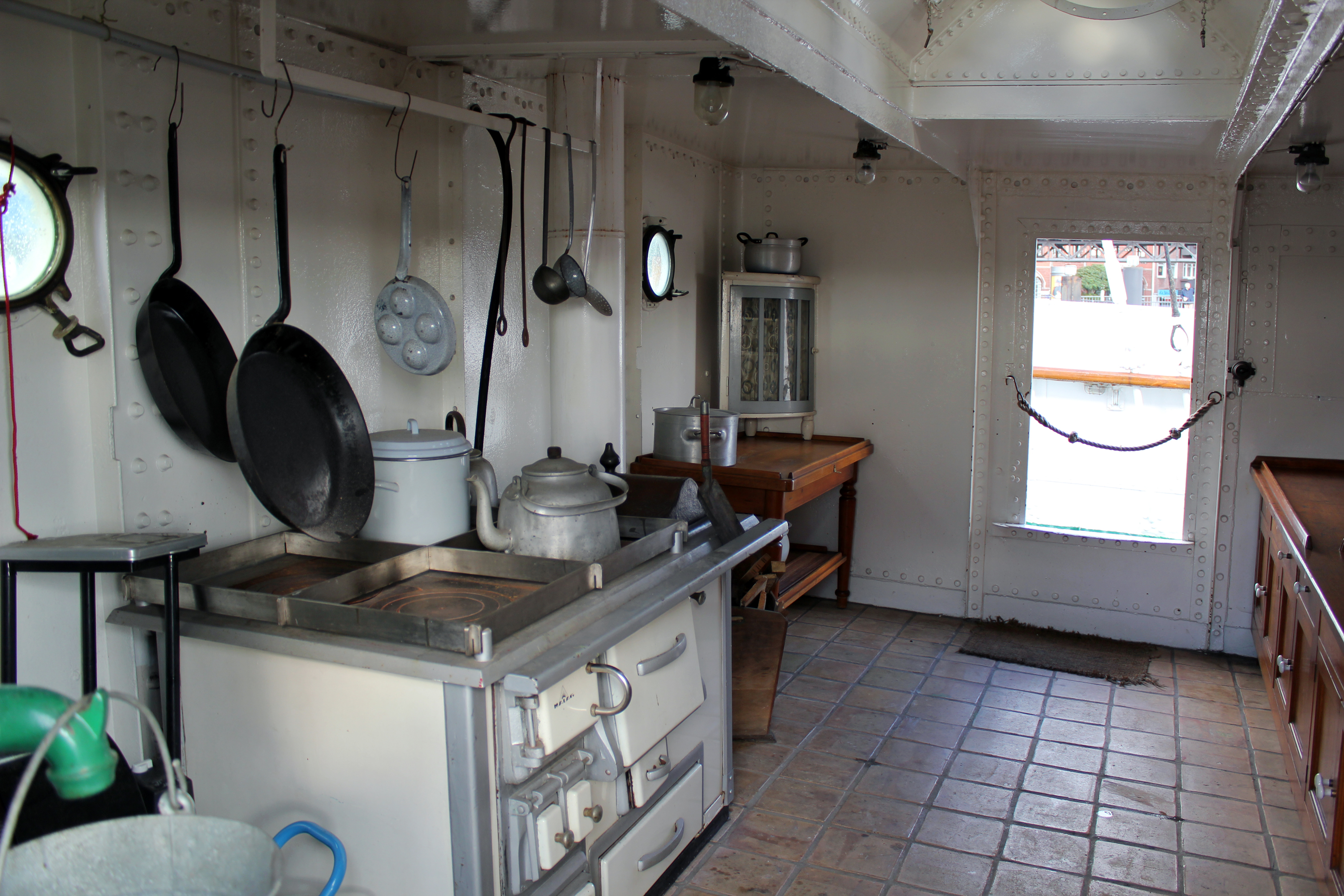
Die Kombüse der Rickmer Rickmers
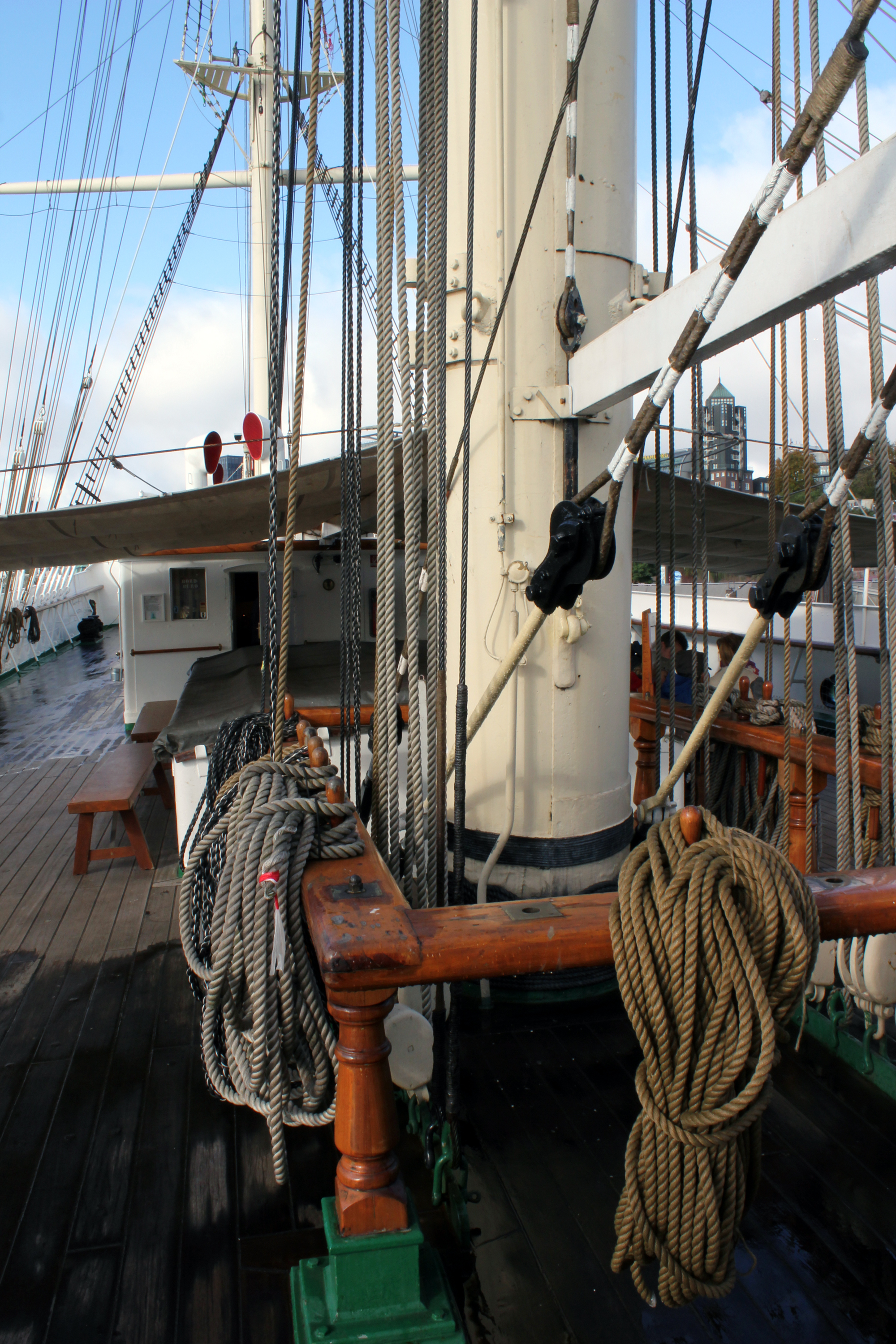
Der Großmast
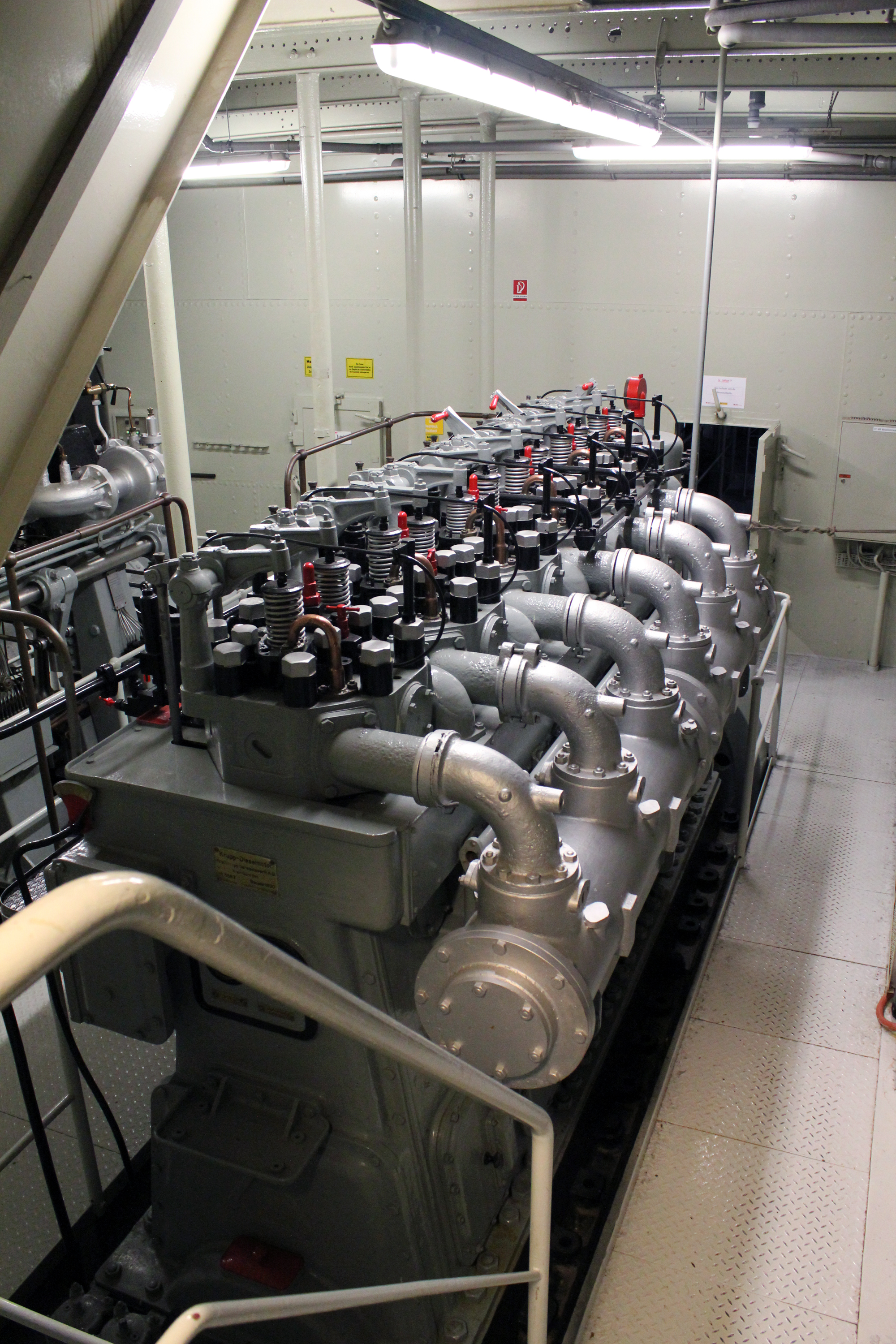
1930 wurden zwei Krupp-Dieselmotoren mit je 350 PS eingebaut

## Sonstiges
Die Bundesrepublik Deutschland ehrte die Rickmer Rickmers 2005 in der Serie „Für die Jugend – Großsegler“ mit einer eigenen Briefmarke.